# Klingsor (revistă)

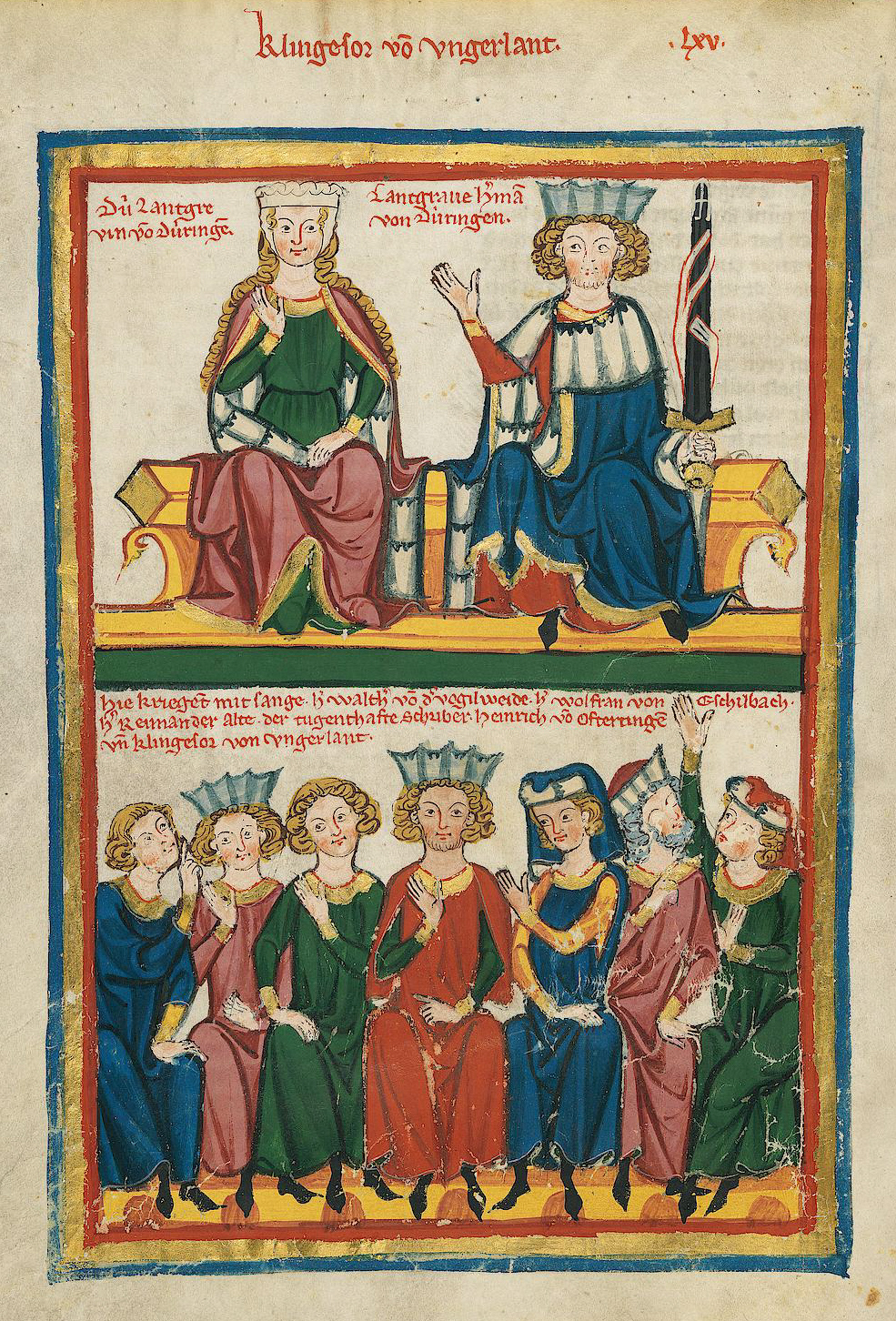
Imagine din Codex Manesse a personajului legendar Klingsor von Ungarland (în rândul de jos, primul din dreapta, cu veșminte de culoare verde)

Klingsor a fost o revistă culturală de limba germană care a apărut la Brașov, în perioada 1924-1939.
În 1924 Heinrich Zillich înființează la Brașov, împreună cu Gust Ongyerth, publicația de artă și literatură Klingsor, pe care o editează până în anul 1939. Denumirea revistei provine de la miticul vrăjitor și trubadur (Minnesänger) Klingsor. În calitate de redactor al revistei Klingsor, Heinrich Zillich punea sub semnul îndoielii valabilitatea unei culturi naționale în opoziție cu cea europeană, și vedea în sași pe mijlocitorii și reprezentanții culturii europene în Transilvania.
A fost una din cele mai bune reviste culturale de limba germană, cunoscută până în Austria, Germania și Elveția. Zillich a mijlocit, prin revista Klingsor, debutul multor tineri autori încă necunoscuți, precum și publicarea de traduceri din scriitorii care creau în alte limbi. Astfel au apărut lucrări ale lui Ion Luca Caragiale, Barbu Ștefănescu Delavrancea și Lucian Blaga într-o publicație de limba germană. Tot în Klingsor și-a publicat și Heinrich Zillich primele povestiri: "Der Vater", "Attilas Ende" sau "Der Urlaub".
În anul 1933, Ștefan Baciu a debutat în revista Răboj cu poezia "Eu", poezie care apoi, în același an, îi apare tradusă în limba germană în revista Klingsor.
În perioada 1934 – 1939, revista se atașează curentului numit Konservative Revolution (Revoluția conservatoare), în siajul politicii culturale național-socialiste.
Între 1933 și 1936, nici un articol publicat în revista Klingsor nu a pus în discuție puterea nazistă din Germania. Singurul care a sugerat că literatura sașilor din Transilvania ar trebui să se aplece mai cu seamă pe problemele de acasă a fost Emil Witting cu articolul „Aufgaben des siebenbürgisch-sächsischen Schrifttums” (Sarcini ale literaturii sașilor transilvăneni), Klingsor, 1934: 119-22.
Debutul literar al lui Andreas Birkner a fost povestirea Der Bauer sucht einen Rechtsanwalt (Țăranul caută un avocat), publicată în 1934 în revista Klingsor.
În numărul din aprilie 1936 al revistei, a apărut reproducerea picturii Aufführung der Bach’schen Matthäuspassion in Bukarest durch den Kronstädter Bach-Chor (Reprezentarea în București a Patimilor după Matei de către Corul Bach din Brașov) de Massimo Campigli. Este vorba de spectacolul cu "Patimile după Matei" (Matthäus-Passion) de Johann Sebastian Bach susținut în 1935 la Ateneul Român din București de Corul Bach din Brașov în prezența reginei Maria a României. Un al doilea spectacol dat de acest cor a avut loc în 1936, tot la Ateneul Român, dar cu "Patimile după Ioan" (Johannes-Passion). 
Din 1937 până în 1939 Harald Krasser fost redactor la revista Klingsor, în care a publicat multe traduceri în germană din limbile română și maghiară.
În anul 1939, Gerda Mieß a publicat în revista Klingsor poezia Ich pflücke Johannisbeeren.
Numerele apărute până în 1939 ale acestei reviste au fost interzise după 1945, din cauza faptului că, după emigrarea sa în Germania hitleristă, Zillich a devenit acolo o personalitate literară.

## Scrieri despre revistă
- Horst Schuller Anger, Kontakt und Wirkung: Literarische Tendenzen in der siebenbürgischen Kulturzeitschrift "Klingsor", Editura Kriterion, București, 1994, ISBN 973-26-0367-4 ; Editura Böhlau-Verlag GmbH, februarie 1997.